# والله زمان
والله زمان، هو الألبوم الغنائي الأول للمطرب اللبناني فضل شاكر، صدر عام 1998 واحتوى على ثمان أغاني من ضمنها (متى حبيبي متى، مصيرك حبي وياتكون حبي) التي لحنها، وبعض هذه الأغاني أعدت وكتبت بواسطة نجومِ عرب مثل صلاح الشرنوبي وأحمد شتاء.

## الأغاني
- عدى ولا تسلمش
- كل الحلوين
- متى حبيبى
- مصيرك حبيبى
- نظره واحده
- والله زمان
- ياللى اشتروك بالدهب
- يا تكون حبيبي